# Josh McEachran
Joshua Mark McEachran, född 1 mars 1993 i Oxford, är en engelsk fotbollsspelare (mittfältare) som spelar för Milton Keynes Dons.

## Klubbkarriär
Josh McEachran gjorde A-lagsdebut för Chelsea den 15 september 2010 i en match i Champions League där han blev inbytt i andra halvlek. Med inhoppet blev han den första spelare att medverka i Champions League utan att ha varit född när turneringen startades 1992. En vecka senare hoppade han in i Carling Cup-matchen mot Newcastle. Han debuterade i Premier League i en match mot Manchester City den 25 september 2010.
Den 10 juli 2015 värvades McEachran av Brentford, där han skrev på ett fyraårskontrakt. Den 27 september 2019 värvades McEachran av Birmingham City, där han skrev på ett tvåårskontrakt. Den 31 januari 2021 kom McEachran överens med Birmingham om att lämna klubben.
Den 1 mars 2021 värvades McEachran av Milton Keynes Dons, där han skrev på ett korttidskontrakt för resten av säsongen. Den 29 juli 2021 förlängde McEachran sitt kontrakt i klubben.

## Landslagskarriär
Josh McEachran var med och vann U17-EM med England.